# The Chainsmokers
The Chainsmokers é uma dupla americana de DJs e produtores de música eletrônica, formada por Alexander Pall e Andrew Taggart. A dupla de EDM alcançou destaque em 2014 com a música "#Selfie", que entrou no top 20 de vários países. Eles já ganharam um Grammy, dois American Music Awards, sete Billboard Music Awards e nove iHeartRadio Music Awards. Eles também alcançaram a 6ª posição na lista dos melhores DJs do mundo pela DJ Mag e foram os DJs mais bem pagos do mundo em 2019, de acordo com a Forbes.
Seu primeiro EP, Bouquet, foi lançado em outubro de 2015 e incluiu o single "Roses", que alcançou o top 10 na Billboard Hot 100 dos EUA. "Don't Let Me Down", com a participação da cantora americana Daya, se tornou seu primeiro single a chegar ao top 5 da Billboard e ganhou o Grammy de Melhor Gravação Dance. O single "Closer", com a cantora e compositora Halsey, foi o primeiro a alcançar o número um na Billboard. O segundo EP da dupla, Collage, foi lançado em novembro de 2016. O álbum de estreia, Memories...Do Not Open, foi lançado em abril de 2017 e alcançou o topo da Billboard 200 nos EUA. O segundo álbum, Sick Boy, foi lançado em dezembro de 2018. O terceiro álbum de estúdio, World War Joy, foi lançado em dezembro de 2019 e estreou em primeiro lugar na Billboard Top Dance/Electronic Albums Chart. O quarto álbum de estúdio, So Far So Good, foi lançado em 13 de maio de 2022. O quinto álbum de estúdio, Summertime Friends foi lançado em 20 de outubro de 2023. E em 2024 a dupla lançou seu terceiro EP No Hard Feelings.

## História
The Chainsmokers era inicialmente composto por Alex Pall e um músico chamado Rhett Bixler, a dupla de DJs de electronic dance music (EDM) fora formada em 2008, na cidade de Nova Iorque. Eles se apresentavam em casas noturnas da cidade e tinham sua própria festa chamada "A Coterie". Por volta de 2012, a parceria entre Pall e Bixler terminou e somente Pall decidiu continuar o projeto. Um agente chamado Adam Alpert, passou a agenciar a dupla, agora com um novo membro definitivo, Andrew Taggart. Na época, Pall trabalhava numa galeria de arte em Chelsea, Manhattan. e ingressou na Universidade de Nova Iorque para aprender história da arte e negócios na área musical. Taggart estudou na Universidade de Syracuse e estava na Interscope Records antes de conhecer Pall. A dupla começou lançando algumas músicas originais no SoundCloud. Taggart foi informado por alguém que trabalhava para Alpert que uma dupla estava sendo empresariada por ele e havia uma vaga, já que Bixler havia deixado a dupla. Isso levou Taggart a deixar o Maine, seu estado natal, a fim de ir para a cidade de Nova Iorque. Eles começaram fazendo remixes de músicas indie. Em 2012, eles colaboraram com a atriz e cantora indiana Priyanka Chopra no single "Erase", que foi seguido por "The Rookie", no início de 2013.

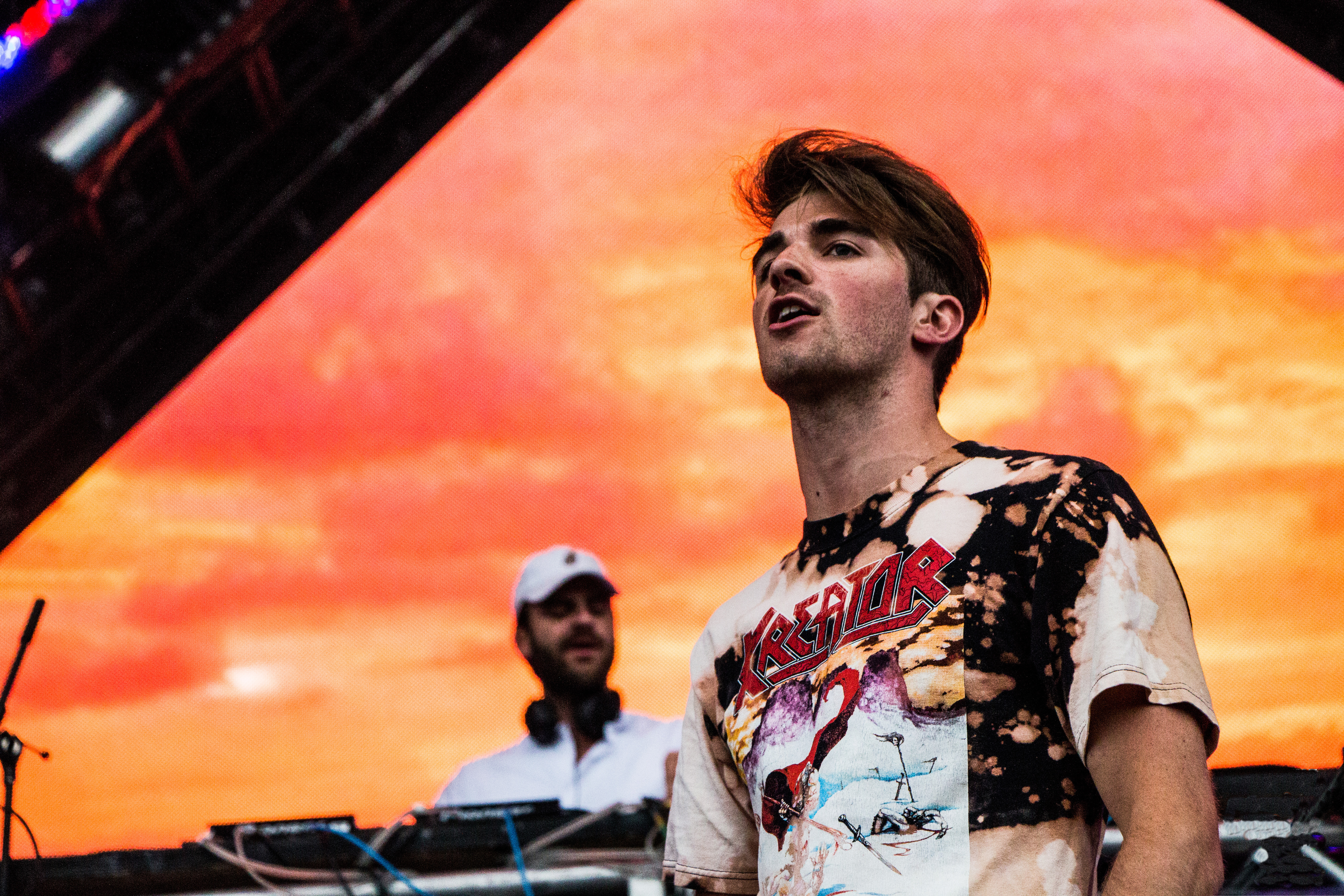
The Chainsmokers em 2016

A primeira apresentação ao vivo da dupla foi a abertura do Timeflies, no Terminal 5, em setembro de 2014. Seu single "#Selfie", lançado de graça em dezembro de 2013, foi adquirido pela Dim Mak Records, que relançou-o em janeiro de 2014. A dupla alcançou um avanço na carreira com o single lançado internacionalmente, liderando a tabela Dance/Electronic Songs. Pall descreveu a canção como a "mudança de vida" da dupla. Em 5 de agosto de 2014, The Chainsmokers lançou o single "Kanye", com a participação de sirenXX. Sete meses depois, lançaram "Let You Go", com a participação do grupo americano de synthpop Great Good Fine Ok. Eles assinaram, juntamente com a Disruptor, uma joint venture com a Sony Music Entertainment através de seu empresário Adam Alpert, em abril de 2015.
The Chainsmokers lançou seu primeiro EP intitulado Bouquet, apresentando "New York City", "Until You Were Gone", "Waterbed", "Good Intentions" e "Roses". Seu single seguinte, "Don't Let Me Down", foi lançado em 5 de fevereiro de 2016, com a participação da cantora Daya. Dois meses depois, lançaram o single "Inside Out", com a participação do cantor sueco Charlee.
No dia 19 de março de 2016, o grupo se apresentou no Ultra Music Festival, onde eles publicamente denunciaram o candidato à presidência americana Donald Trump. Em julho de 2016, eles lançaram "Closer", com a participação de Halsey, que liderou as paradas de sucesso nos EUA e no Reino Unido, além das paradas de muitos outros países. A canção Closer bateu recorde na Billboard Hot 100 permanecendo 7 meses entre as 10 músicas mais tocadas na Billboard Hot 100. A versão lyrics da música já bateu 2 bilhões de visualições no YouTube. Sendo uma das músicas mais tocadas do gênero. A faixa também foi apresentada no MTV VMAs de 2016. A apresentação foi recebida muito negativamente. Várias publicações incluindo The New York Times, Rolling Stone and Us Weekly se referiram à apresentação como a pior da noite. A imprensa descreveu a apresentação como vulgar. Taggart afirmou numa entrevista à Billboardː "Aquilo foi horrível". No dia 29 de setembro, eles lançaram o single "All We Know", com a participação de Phoebe Ryan. Em outubro de 2016, The Chainsmokers alcançou o décimo oitavo lugar na lista anual dos "Top 100 DJs" da DJ Magazine, após estrear na lista na posição 97 em 2014.
Apesar de dupla ter afirmado nos últimos meses de 2016 que não tinha planos de lançar um álbum de estúdio, a verdade é acabaram por lançar um, intitulado "Memories... Do Not Open", em abril de 2017. O álbum inclui o êxito da dupla em colaboração com a banda Coldplay, "Something Just Like This" Que após 1 ano e meio de seu lançamento o video Lyrics já tem mais de 1,4 bilhões de visualizações no YouTube. Antes disso, The Chainsmokers lançaram seu segundo EP, Collage, em novembro de 2016.
O sucesso da dupla se refletiu nas suas nomeações para o Billboard Music Awards de 2017, premiação para a qual receberam 22 nomeações, liderando as mesmas, em conjunto com Drake.
Em 2017, a dupla convidou o baterista australiano Matt McGuire para integrar os shows ao vivo, bem como atuar como diretor musical. McGuire frequentemente aparece nos clipes junto com Andrew e Alex.

## Vida pessoal
Numa entrevista em 2014 ao AskMen, a dupla descreveu a si mesma como "consumidores excessivos de álcool" e disse que eles saíam para beber em quase todas as noites.

## Arte
Taggart descreveu a música da dupla como "uma mistura entre indie, pop, dance e hip-hop".

### Influências
A dupla cita Blink-182, Taking Back Sunday, Taylor Swift, Max Martin, Linkin Park, Pharrell Williams, Deadmau5 e One Direction como algumas de suas influências musicais.

## Discografia

### Álbuns de estúdio
- Memories...Do Not Open (2017)
- Sick Boy (2018)
- World War Joy (2019)
- So Far So Good (2022)
- Summertime Friends (2023)

### Extended Plays (EP's)
- Bouquet (2015)
- Collage (2016)
- No Hard Feelings (2024)

## Prêmios e indicações
| Ano  | Prêmio                               | Categoria                                 | Trabalho / Artista  | Resultado  |
| ---- | ------------------------------------ | ----------------------------------------- | ------------------- | ---------- |
| 2014 | Teen Choice Awards                   | Choice Musicː Electronic Dance Music Song | "#Selfie"           | Nomeados   |
| 2016 | Teen Choice Awards                   | Choice Music Group                        | The Chainsmokers    | Nomeados   |
| 2016 | iHeart Radio Much Music Video Awards | iHeart Radio International Duo or Group   | The Chainsmokers    | Nomeados   |
| 2016 | Billboard Music Award                | Best Dance/Electronic Artist              | The Chainsmokers    | Nomeados   |
| 2016 | Billboard Music Award                | Top Dance/Electronic Song                 | "Roses"             | Nomeados   |
| 2016 | MTV Video Music Awards               | Best Electronic Video                     | "Don't Let Me Down" | Nomeados   |
| 2016 | Latin American Music Awards          | Favorite Dance Song                       | "Don't Let Me Down" | Nomeados   |
| 2016 | MTV Europe Music Awards              | Best New Act                              | The Chainsmokers    | Nomeados   |
| 2016 | American Music Awards                | New Artist of the Year                    | The Chainsmokers    | Nomeados   |
| 2016 | American Music Awards                | Favorite Pop/Rock Band/Duo/Group          | The Chainsmokers    | Nomeados   |
| 2016 | American Music Awards                | Favorite Electronic/Dance Music Artist    | The Chainsmokers    | Vencedores |
| 2016 | American Music Awards                | Collaboration of the Year                 | "Don't Let Me Down" | Nomeados   |
| 2017 | Grammy Awards                        | Best New Artist                           |                     | Nomeados   |
| 2017 | Grammy Awards                        | Best Pop Duo/Group Performance            | "Closer"            | Nomeados   |
| 2017 | Grammy Awards                        | Best Dance Recording                      | "Don't Let Me Down" | Vencedores |
| 2017 | Billboard Music Awards               | Top Artist                                | The Chainsmokers    | Nomeados   |
| 2017 | Billboard Music Awards               | Top Duo/Group                             | The Chainsmokers    | Nomeados   |
| 2017 | Billboard Music Awards               | Top Hot 100 Artist                        | The Chainsmokers    | Nomeados   |
| 2017 | Billboard Music Awards               | Top Song Sales Artist                     | The Chainsmokers    | Nomeados   |
| 2017 | Billboard Music Awards               | Top Radio Songs Artist                    | The Chainsmokers    | Nomeados   |
| 2017 | Billboard Music Awards               | Top Streaming Songs Artist                | The Chainsmokers    | Nomeados   |
| 2017 | Billboard Music Awards               | Top Dance/Electronic Artist               | The Chainsmokers    | Vencedores |
| 2017 | Billboard Music Awards               | Top Dance/Electronic Album                | "Bouquet"           | Nomeados   |
| 2017 | Billboard Music Awards               | Top Dance/Electronic Album                | "Collage"           | Nomeados   |
| 2017 | Billboard Music Awards               | Top Hot 100 Song                          | "Closer"            | Vencedores |
| 2017 | Billboard Music Awards               | Top Selling Song                          | "Closer"            | Nomeados   |
| 2017 | Billboard Music Awards               | Top Radio Song                            | "Closer"            | Nomeados   |
| 2017 | Billboard Music Awards               | Top Streaming Song (Audio)                | "Closer"            | Nomeados   |
| 2017 | Billboard Music Awards               | Top Streaming Song (Video)                | "Closer"            | Nomeados   |
| 2017 | Billboard Music Awards               | Top Dance/Electronic Song                 | "Closer"            | Vencedores |
| 2017 | Billboard Music Awards               | Top Collaboration                         | "Closer"            | Vencedores |
| 2017 | Billboard Music Awards               | Top Hot 100 Song                          | "Don't Let Me Down" | Nomeado    |
| 2017 | Billboard Music Awards               | Top Selling Song                          | "Don't Let Me Down" | Nomeado    |
| 2017 | Billboard Music Awards               | Top Radio Song                            | "Don't Let Me Down" | Nomeado    |
| 2017 | Billboard Music Awards               | Top Collaboration                         | "Don't Let Me Down" | Nomeado    |
| 2017 | Billboard Music Awards               | Top Dance/Electronic Song                 | "Don't Let Me Down" | Nomeado    |